# James Batcheller Sumner
James Batcheller Sumner (19. listopadu 1887 Canton – 12. srpna 1955 Buffalo) byl americký chemik, který v roce 1946 spolu s Johnem Northropem a Wendellem Stanleym získal Nobelovu cenu za chemii za „objev, že enzymy je možné krystalizovat“.

## Biografie
V roce 1910 získal bakalářský titul v chemii z Harvardovy univerzity. Poté studoval biochemii na Harvard Medical School, kde v roce 1914 získal Ph.D. Poté pracoval na Cornellově univerzitě jako pomocný profesor biochemie.
Na Cornellově univerzitě se začal snažit o izolaci enzymů v základní podobě, což se předtím nikomu nepodařilo. Pracoval s ureázou. Po několik let byl neúspěšný, ale v roce 1926 se mu podařilo tento enzym izolovat a krystalizovat. Také se mu podařilo dokázat, že čistá ureáza je bílkovina.  To byl první důkaz toho, že enzym je bílkovina.
Díky tomuto výzkumu byl v roce 1929 na Cornellově univerzitě jmenován plnohodnotným profesorem. V roce 1937 se mu podařilo izolovat a krystalizovat druhý enzym, katalázu. V té době se Johnu Northropovi dařilo podobnými metodami krystalizovat jiné enzymy; začal s pepsinem v roce 1929.
V roce 1937 pracoval ve Švédsku pět měsíců s Theodorem Svedbergem. V roce 1946 získal Nobelovu cenu za chemii. V roce 1948 se stal členem Národní akademie věd Spojených států amerických.